# Streeterville
Streeterville est un quartier situé dans le secteur de Near North Side à Chicago (Illinois, États-Unis). Le quartier est délimité par la rivière Chicago au sud, le Magnificent Mile (portion de Michigan Avenue) à l'ouest, et le lac Michigan au nord et à l'est. La Streeterville Organization of Active Residents, prétend que la limite s'étend d'un pâté de maisons plus à l'ouest jusqu'à Rush Street,. Selon la plupart des sources, la ville de Chicago reconnaît seulement une petite partie de cette zone comme étant Streeterville. Le quartier de New Eastside se trouve juste au sud et la jetée Navy au sud-est.

## Histoire

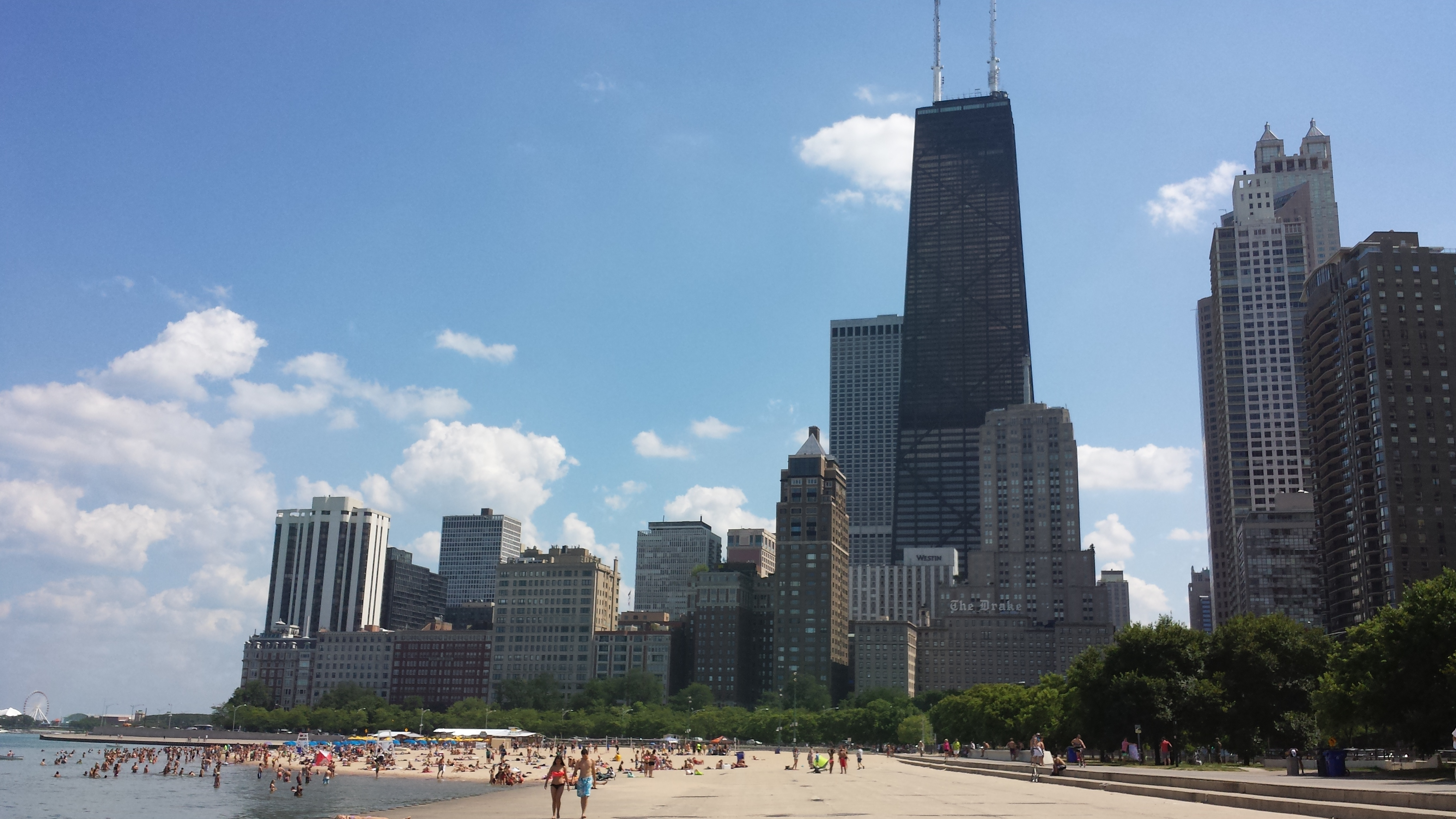
Oak Street Beach.

En 1920, l'ouverture du pont de Michigan Avenue faisait partie des aménagements visant à compléter le Plan Burnham de 1909, ainsi qu'à apporter la richesse dans le secteur Est de Near North Side en inaugurant un quartier de shopping de luxe sur North Michigan Avenue durant le boom économique des années 1920.
Les investisseurs construisirent des hôtels prestigieux dans le quartier historique de East Lake Shore Drive District, ainsi que des immeubles de grande hauteur tels que le 875 North Michigan Avenue (ex John Hancock Center). Pendant le boom économique des années 1920, l'architecture sur le Magnificent Mile a ouvert la voie à des styles architecturaux tels que le classicisme, le néogothique, et le moderne. Les nouveaux bâtiments ont redéfini la skyline de Chicago avec des variations stylistiques qui ont donné un nouveau sens au contexte urbain.
Le quartier comprend aujourd'hui de nombreux hôtels, des restaurants, des immeubles résidentiels de grande hauteur, des universités, des installations médicales, et de nombreux lieux culturels. Le quartier a connu un essor économique au début du XXIe siècle et de nombreux terrains vagues dans Streeterville ont été reconvertis en propriétés commerciales et résidentielles, en particulier dans la partie sud du quartier.
Quartier aisé, l'espérance de vie des habitants atteint 90 ans.

## Monuments et points d'intérêts
- Le 875 North Michigan Avenue (anciennement John Hancock Center) est un gratte-ciel qui avec ses 344 mètres de hauteur (100 étages) est le quatrième plus haut immeuble de la ville ;
- Le Magnificent Mile est une portion de Michigan Avenue qui est connue pour son animation nocturne, ses restaurants, ses hôtels et ses boutiques de luxe ;
- Le Michigan–Wacker Historic District est un quartier historique comprenant plusieurs monuments prestigieux dont le Wrigley Building, qui fut construit en 1921 pour héberger le siège de Wm. Wrigley Jr. Company, une entreprise fabriquant du chewing-gum ; et la Tribune Tower, un gratte-ciel de style néogothique constituant le siège du Chicago Tribune ;
- Le Old Chicago Water Tower District est un quartier historique comprenant la Chicago Water Tower, un château d'eau en forme de tour de style néogothique datant de 1869 et la Pumping Station, une station de pompage datant de 1869 ;
- Le East Lake Shore Drive District est une rue et l'un des quartiers historiques les plus prestigieux de la ville ;
- Le 900 North Michigan est un gratte-ciel qui fut construit en 1989. Élevé à 265 m de hauteur, il est connu pour abriter de grandes enseignes ;
- La jetée Navy (Navy Pier) est une jetée de plus d'un kilomètre de long en bordure du lac Michigan. Il est un lieu de détente où s'y déroule des festivités en été, il comprend notamment des boutiques et une grande roue.

## Galerie d'images

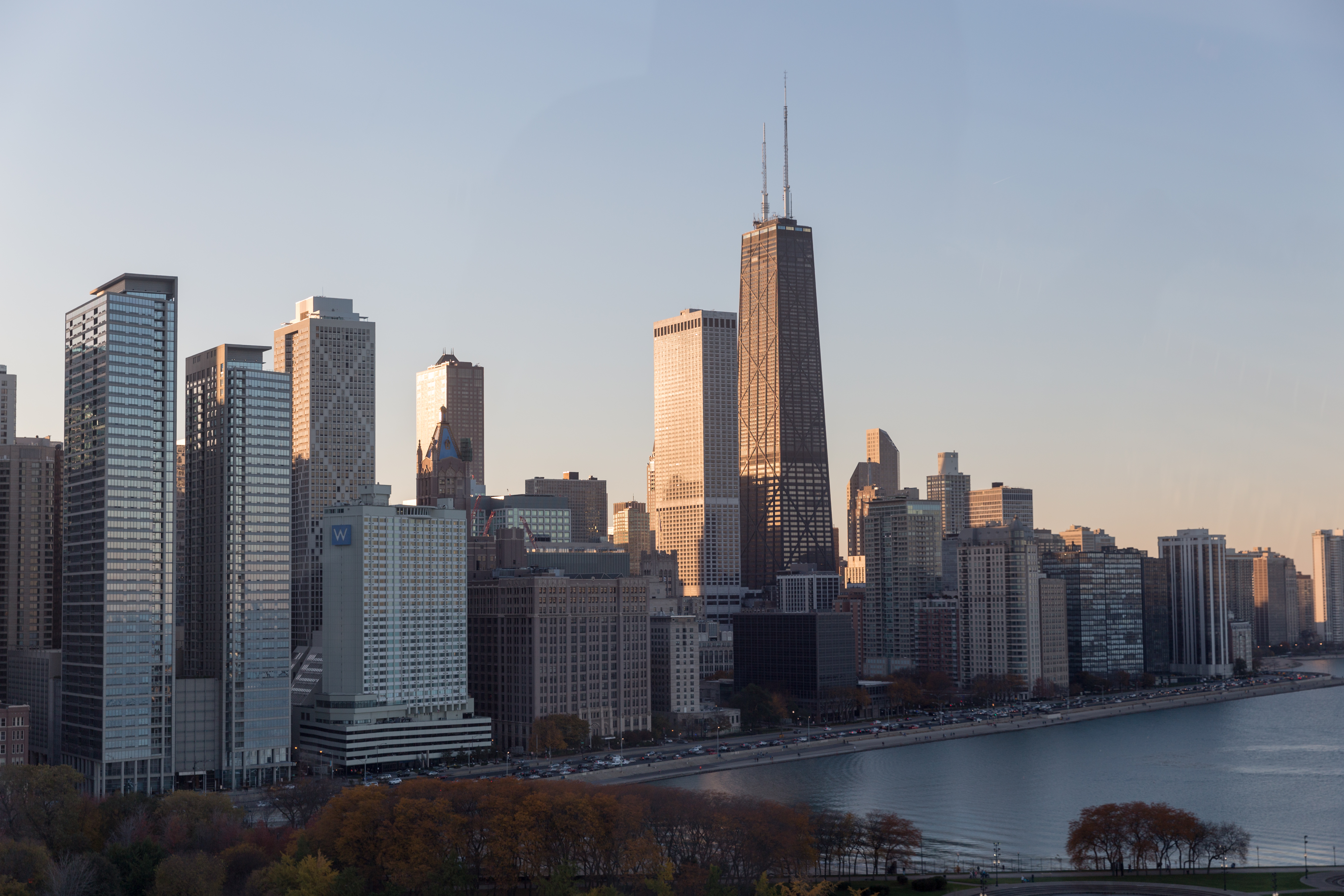
Les immeubles de Streeterville depuis la grande roue de la jetée Navy.
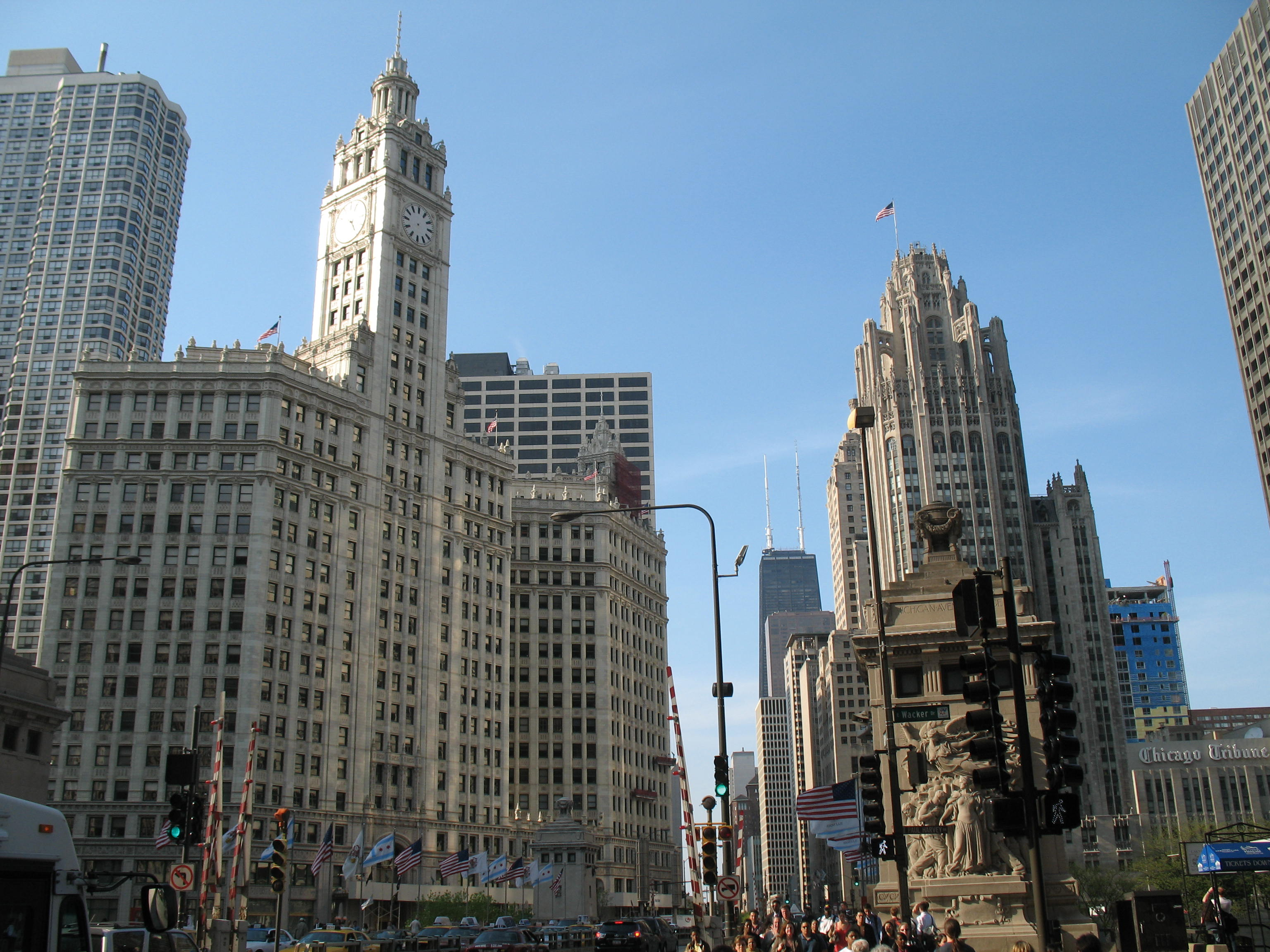
Le Wrigley Building et la Tribune Tower.
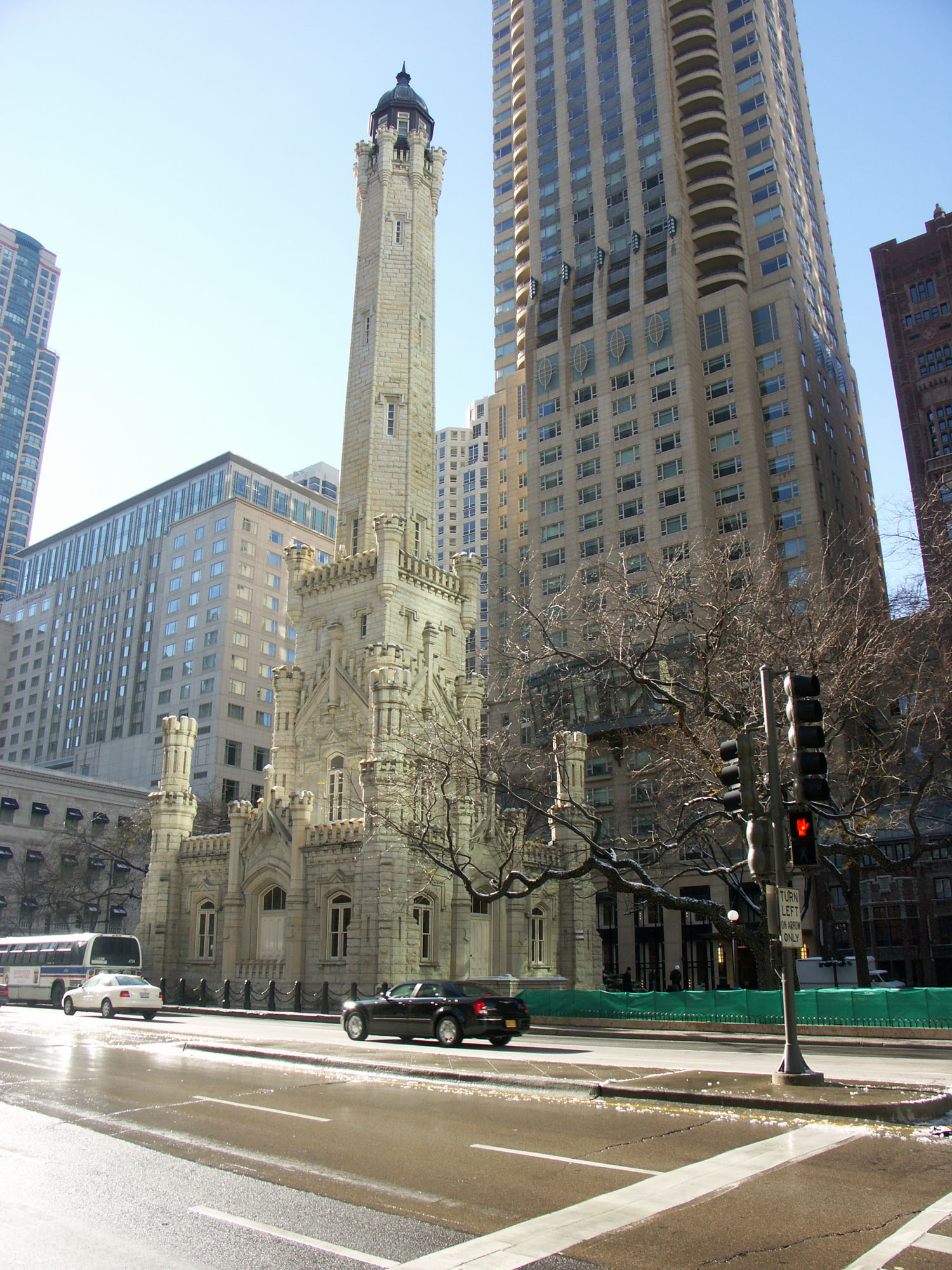
La Chicago Water Tower.
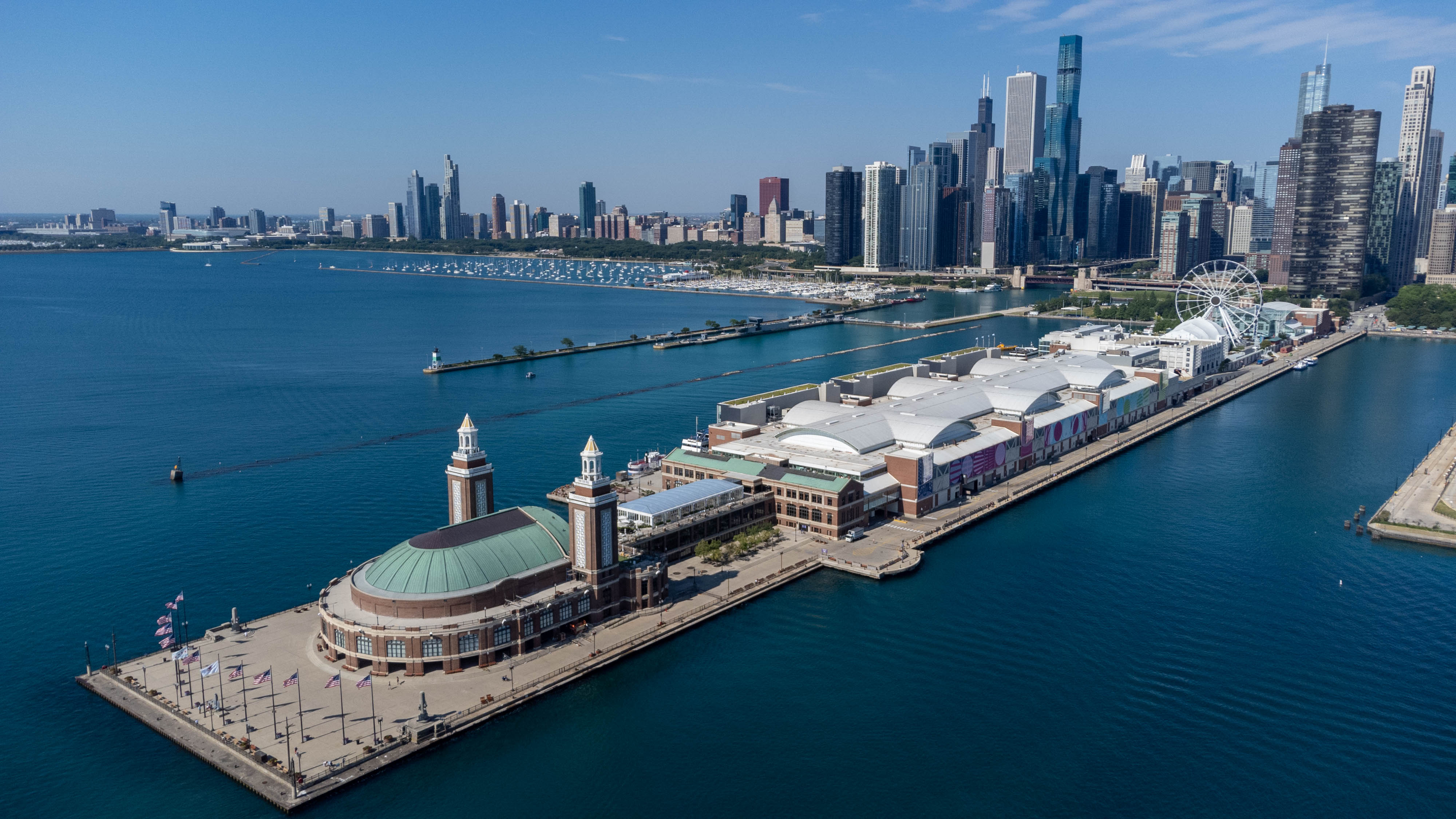
La jetée Navy.